# Sleaford Mere
Sleaford Mere är en saltsjö i Australien. Den ligger i delstaten South Australia, omkring 260 kilometer väster om delstatshuvudstaden Adelaide. 
I omgivningarna runt Sleaford Mere växer huvudsakligen savannskog. Trakten runt Sleaford Mere är nära nog obefolkad, med mindre än två invånare per kvadratkilometer. Genomsnittlig årsnederbörd är 585 millimeter. Den regnigaste månaden är juni, med i genomsnitt 126 mm nederbörd, och den torraste är januari, med 16 mm nederbörd.